# Selenicereus escuintlensis
Selenicereus escuintlensis ist eine Pflanzenart in der Gattung Selenicereus aus der Familie der Kakteengewächse (Cactaceae). Das Artepitheton der Art verweist auf den Fundort, das Departamento Escuintla in Guatemala.

## Beschreibung
Selenicereus escuintlensis wächst kletternd oder spreizklimmend mit verzweigten und ineinander verwobenen Trieben von bis zu 5 (oder mehr) Metern. Die dreikantigen Triebe haben konkave Seitenflächen und sind etwas segmentiert. Die einzelnen Segmente sind 10 bis 30 Zentimeter lang und weisen Durchmesser von 3 bis 4 Zentimeter auf. Der Rippenrücken ist scharfkantig und besitzt nur wenige Lappen. Die 1 bis 2 braunen, pfriemlichen, stechenden Dornen sind an der Basis verdeckt. Sie sind 1 bis 1,5 Millimeter lang.
Die 28 bis 31 Zentimeter langen Blüten erscheinen in der Nähe der Triebspitzen. Sie sind außen grünlich gelb mit einem rötlichen Hauch und innen cremeweiß. Ihre Blütenröhre ist stark aufwärts gebogen. Die länglichen, etwas purpurroten Früchte werden bis zu 9 Zentimeter lang.

## Verbreitung, Systematik und Gefährdung
Selenicereus escuintlensis ist in Guatemala und eventuell im Süden Mexikos in Höhenlagen von 150 bis 200 Metern verbreitet. 
Die Erstbeschreibung als Hylocereus escuintlensis wurde 1984 von Myron William Kimnach veröffentlicht. David Richard Hunt stellte die Art 2017 in die Gattung Selenicereus.
In der Roten Liste gefährdeter Arten der IUCN wird die Art als „Critically Endangered (CR)“, d. h. als vom Aussterben bedroht geführt.

## Nachweise